# Capilungo
Capilungo è una località balneare della provincia di Lecce e frazione del comune di Alliste, da cui dista circa 4 km. Si trova tra Posto Rosso e Torre Suda, sul mar Ionio. 
La località, esclusivamente turistica, possiede la qualifica di frazione dal 1964, quando il Presidente della Repubblica Giovanni Gronchi la concesse su richiesta di alcuni cittadini di Alliste e Racale qui residenti.
La costa si presenta con una bassa scogliera facilmente praticabile e ricca di insenature. Capilungo è suddiviso in due zone, Capilungo Valeriano e Capilungo Le Campore.

## Storia
Località demaniale fino alla seconda metà del 1800, fu poi occupata durante le rivolte agrarie di Alliste da Gaetano Nenni, trovatello ormai adulto originario di Tuglie e sposatosi ad Alliste, oppure dal suocero, appartenente alla famiglia Colaci.

## Monumenti
- Chiesa Madonna della Luce

## Avvenimenti
- Festa della Madonna della Luce - agosto

## Voci correlate

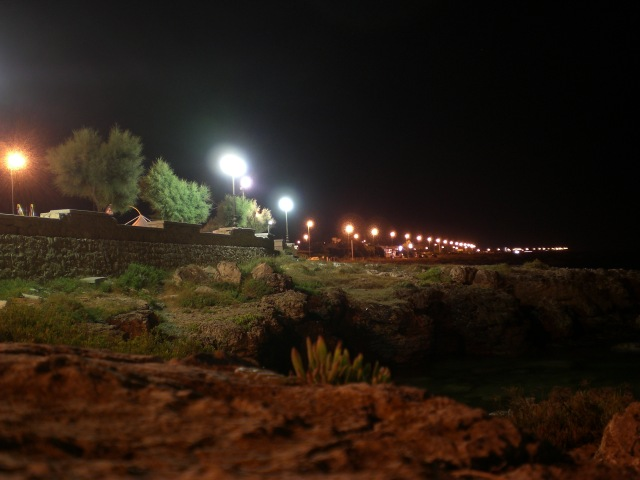
La costa